# Гуляк Іван
Іван Гуляк (пол. Iwan Gulak) — український селянин із села Бурдяківців (сучасний Чортківський район на Тернопільщині). Посол Галицького сейму в 1867—1869 роках.
Обраний в окрузі Борщів — Мельниця (IV курія), входив до складу «Руського клубу».).